# Sexmo de Santa Eulalia
El sexmo de Santa Eulalia o Santa Olaya es una división administrativa española de origen medieval perteneciente a la Comunidad de Ciudad y Tierra de Segovia. Los sexmos son una división administrativa que, en un principio, equivalían a la sexta parte de un territorio determinado, generalmente comprendían una parte del término rural dependiente de una ciudad.

## Comunidad de Ciudad y Tierra de Segovia
La Comunidad de Ciudad y Tierra de Segovia se divide en 10 sexmos, aunque en un principio fueron seis. De los sexmos que pertenecen a la Comunidad de Ciudad y Tierra de Segovia ocho se encuadran dentro de la actual provincia de Segovia y dos en la provincia de Madrid. Estos sexmos son:
- San Lorenzo
- Santa Eulalia
- San Millán
- la Trinidad
- San Martín
- Cabezas
- el Espinar
- Posaderas
- Lozoya
- Casarrubios

Anteriormente también formaron parte los de:
- Tajuña
- Manzanares
- Valdemoro

## Localidades del sexmo de Santa Eulalia
El sexmo de la Santa Eulalia, parte de las Comunidades Segovianas, estaba encabezado por la localidad de Bernardos y estaba dividido en tres cuadrillas, compuestas por los siguientes pueblos:

### Cuadrilla de Nieva
- Nieva
- Balisa
- Aragoneses
- Tabladillo
- Pinilla-Ambroz
- Pascuales

### Cuadrilla de Pestaño[2]
- Ortigosa de Pestaño
- Migueláñez
- Bernardos
- Miguel Ibáñez
- Armuña

### Cuadrilla del Río
- Añe
- Yanguas de Eresma
- Carbonero de Ahusín
- Los Huertos
- Hontanares de Eresma
- Lobones (pueblo desaparecido, ahora es término de Valverde del Majano)